# Barrage du Trapan
Le barrage du Trapan est un barrage situé sur la bordure ouest de la commune de Bormes-les-Mimosas, dans le département du Var (France).
Il recueille les eaux des 185 hectares du bassin versant du petit fleuve côtier le Pellegrin. Depuis 1979, il reçoit également l'apport du canal de Provence.
Sa fonction est d'être une réserve d'eau potable pour les villes du littoral varois à l'est de Toulon (usine de traitement à proximité). La retenue, interdite à la navigation, est bordée de mimosas et attire les touristes, essentiellement à la fin de l'hiver, saison de la floraison.

## Caractéristiques
Barrage de type poids, constitué par une digue homogène en terre et un masque étanche sur le parement amont :
- Hauteur 24 mètres ;
- Longueur 183 mètres ;
- Volume nominal 2 100 000 m3 ;
- Volume retenu 2 000 000 m3 à la cote 57 m NGF[1] ;
- Évacuateur de crue 54 m3/s ;
- Surface du plan d'eau 25 ha ;
- Date de mise en service 1969[2].

Étymologiquement, un trapan est la partie terminale d'une rampe d'escalier.

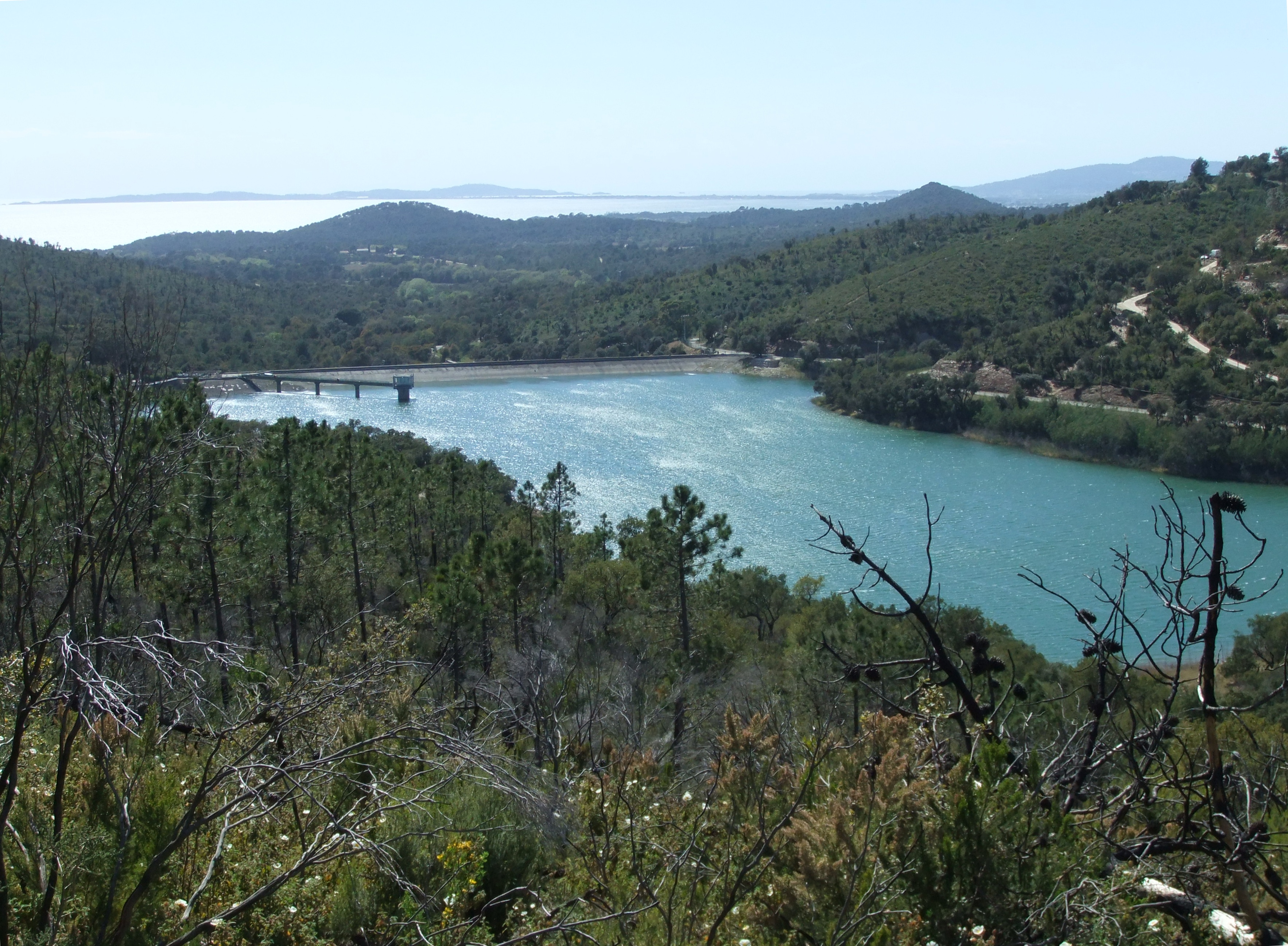
Retenue du Trapan, vue est vers ouest.
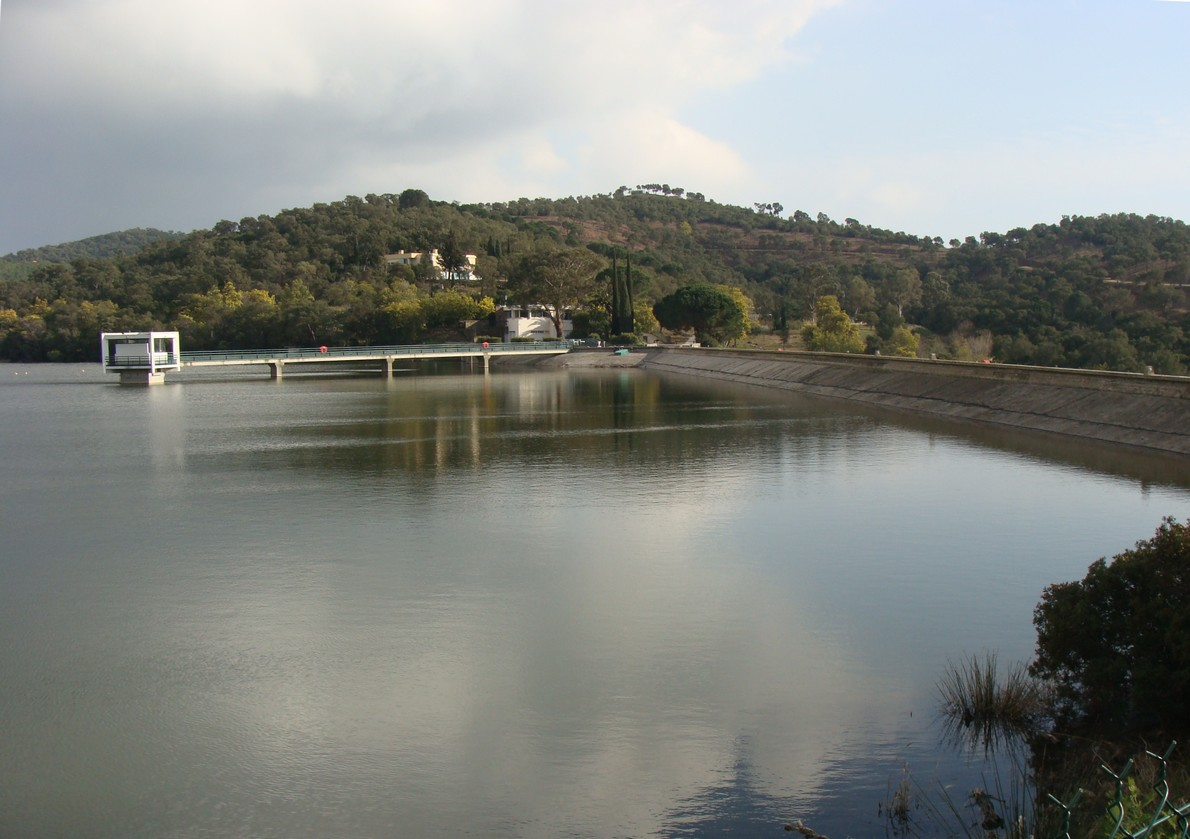
La retenue et le barrage du Trapan.
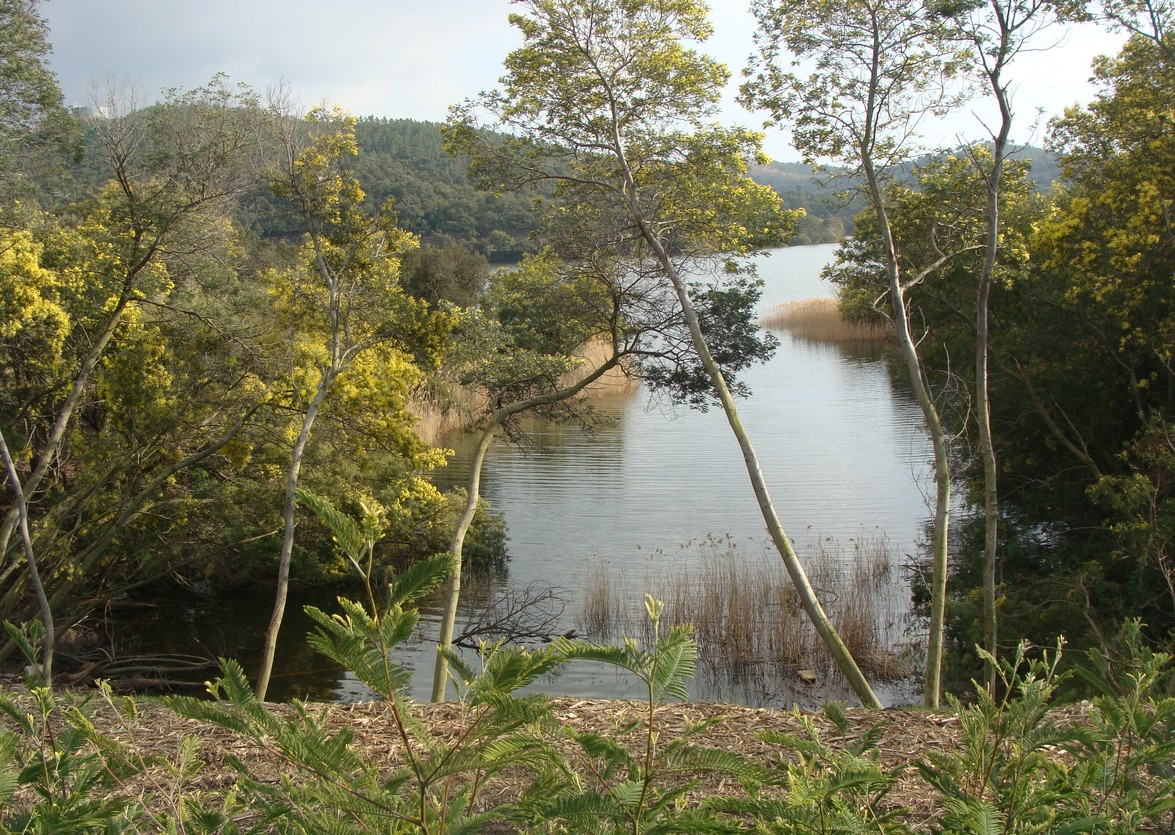
Le plan d'eau vu à travers les mimosas.
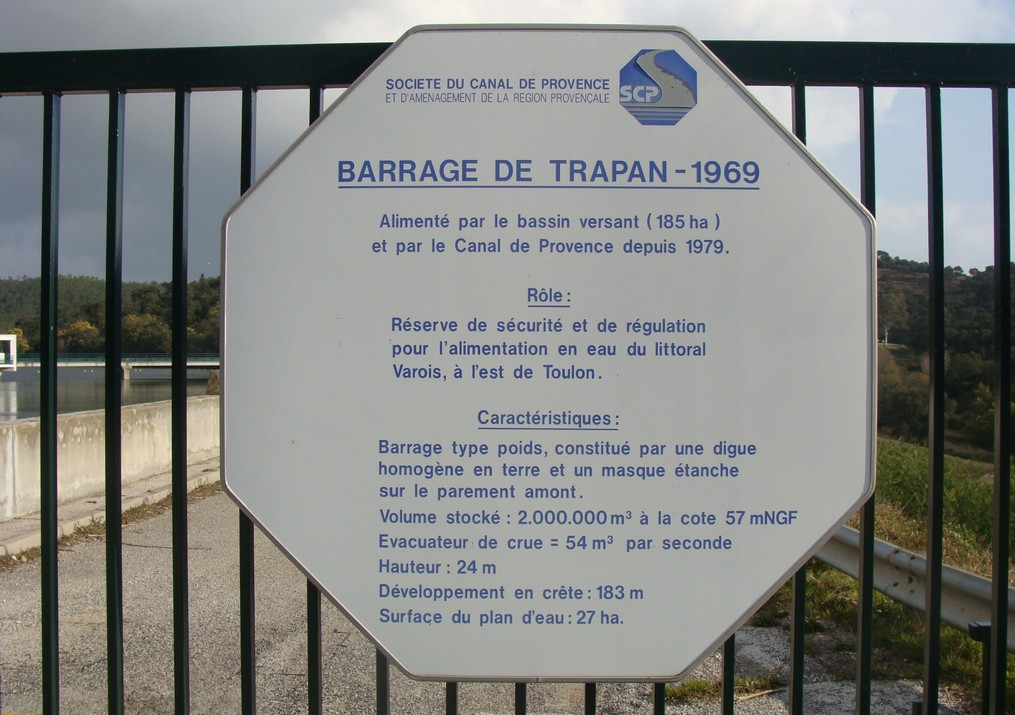
Panneau descriptif du barrage du Trapan.